# Cultura di Hilversum

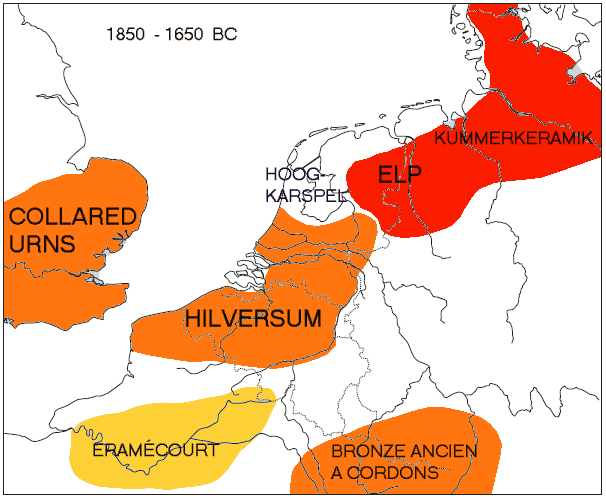
Le culture dell'Europa nord-occidentale durante la media età del bronzo

La cultura di Hilversum fu una cultura protostorica della media età del bronzo che si sviluppò fra gli attuali Paesi Bassi meridionali e il Belgio settentrionale tra il 1800 e l'800 a.C.. È stata associata alla contemporanea cultura di Wessex dell'Inghilterra meridionale. Secondo alcune interpretazioni questa cultura faceva parte, assieme alla confinante cultura di Elp, del "Nordwestblock" dove era parlata una lingua probabilmente indoeuropea sconosciuta che non era né germanica né celtica. 

## Origine
Il territorio della cultura di Hilversum fu occupato in precedenza dalla cultura del vaso campaniforme (2700-2100 a.C.) e secondo alcuni studiosi questo fu proprio il territorio di origine della cultura campaniforme . La cultura di Hilversum fu probabilmente erede di quest'ultima o meglio della "regionalizzazione" "olandese" della facies campaniforme detta in inglese "Barbed wire Beakers culture" (2100-1800 a.C.).